# Slaget vid Sluys
Slaget vid Sluys var det första stora slaget under hundraåriga kriget. Det utkämpades 24 juni 1340 och var ett sjöslag emellan Frankrike och England. Slaget tog plats ungefär vid hamnen i Sluys i nuvarande Nederländerna.
Den engelska flottan sägs ha haft upp till 250 fartyg med i slaget, medan den franska flottan bidrog med runt 215 fartyg. 
Kriget till sjöss hade började dåligt för engelsmännen. Resultatet av slaget blev dock en avgörande engelska seger.